# Jamiroquai
Jamiroquai (транскр.  Џамироквај) енглеска је фанк музичка група основана 1992. у Лондону. Име бенда је настало комбинацијом имена индијанског племена Ирокези и музичког термина џем (енгл. jam). Фронтмен и певач групе Џеј Кеј је једини стални члан групе, док су се остали чланови смењивали.
Демо снимак песме When You Gonna Learn је привукао пажњу издавачке куће Acid Jazz која му је издала истоимени сингл 1992. године. Сингл је постигао запажени успех и потписали су уговор са Сонијем. Године 1993. издали су први албум Emergency on Planet Earth. Песма са овог албума која носи исти назив као и албум је постала хит на многим топ листама у Великој Британији. Каснији албуми који су најпознатији и највише награђени су Travelling Without Moving и Synkronized. Најпознатији синглови из тог периода су Virtual Insanity и Cosmic Girl.

## Дискографија

### Студијски албуми
- Emergency on Planet Earth (1993)
- The Return of the Space Cowboy (1994)
- Travelling Without Moving (1996)
- Synkronized (1999)
- A Funk Odyssey (2001)
- Dynamite (2005)
- Rock Dust Light Star (2010)
- Automaton (2017)

### Компилације
- Jay's Selection (1996)
- In Store Jam (1997)
- The Remixes (1999)
- An Online Odyssey (2001)
- Late Night Tales (2003)
- Multiquai (2006)
- High Times (2006)